# 더 맨 위드 싸우전 페이시스
《더 맨 위드 싸우전 페이시스》(스페인어: El hombre de las mil caras, 영어: The Man with Thousand Faces)는 스페인에서 제작된 알베르토 로드리게스 감독의 2016년 스릴러 영화이다. 에두아르드 페르난데스 등이 출연하였다. 스페인 국가 정보원(Centro Nacional de Inteligencia)의 전 요원이 부패 사건에 연루된 후 본인의 죽음을 가장했던 실화에 바탕하였다.

## 출연진
- 에두아르드 페르난데스
- 호세 코로나도
- 마르타 에투라
- 카를로스 산토스
- 페드로 카사블랑크
- 이스라엘 엘레할데
- 토마스 델에스탈
- 루이스 카예호
- 에밀리오 구티에레스 카바